# Chōkyō
Chōkyō (japanska: 長享?, Chōkyō), 20 juli 1487–21 augusti 1489 var en kort period i den japanska tideräkningen under kejsare Go-Tsuchimikado. Shogun var Ashikaga Yoshihisa.
Chōkyō både inleddes av avslutades av vidskepelseskäl, efter vad som uppfattades som olika järtecken. 
Namnet valdes med referens till tre klassiska kinesiska verk: en dikt- och aforismsamling av prins Xiao Tong, det gamla historieverket Zuo Zhuan och det mer sentida Hou Hanshu, ett av de så kallade 24 historieverken.

## Fotnoter
1. ↑  Uppslagsverket Daijirin (大辞林), elektronisk utgåva, Sanseido 2006. Datum enligt den japanska månkalendern som inte helt överensstämmer med den västerländska.
2. ↑  Citaten lyder på klassisk kinesiska i tur och ordning: 喜得全功、長享其福, 元体之長也、享嘉之会也、利義之和也、貞事之幹也 och 長享福祚、垂之後嗣、此万全之策也.